# Mali Tabor
Mali Tabor (régi magyar nevén Kis-Tábor) falu Horvátországban Krapina-Zagorje megyében. Közigazgatásilag Hum na Sutlihoz tartozik.

## Fekvése
Krapinától 15 kilométerre északnyugatra, községközpontjától  3 kilométerre nyugatra fekszik.

## Története
Várkastélya a 15. század második felében, valószínűleg 1490 körül épült. Írásos forrás 1511-ben "Kys Thabor" alakban említi először. Első ismert birtokosa 1497-ben Corvin János volt, ezután özvegye Frangepán Beatrix által 1504-től Brandenburgi Györgyé, majd 1524-től 1793-ig a Rátkay családé. Ekkor az utolsó Rátkay unokaöccse Wintershoffen József báró örökölte meg. Később házasság révén a Jellasicsoké, majd az ír származású Kavanaghoké, akiknek utódai egészen a II. világháborúig birtokolták. A várkastélyt a 18. és 19. században főúri kastéllyá építették át. Az egykori zárt belsőudvaros épületből mára két szárny, három saroktorony és a kapuvédmű maradt.
A falunak 1857-ben 267, 1910-ben 339 lakosa volt. A trianoni békeszerződésig Varasd vármegye Pregradai járásához tartozott. 2001-ben 370 lakosa volt.

## Nevezetességei
- Kistábor (Mali Tabor) várkastélya[2] a falu mellett egy 338 méter tengerszint magasságú fennsíkon található. Eredetileg téglalap alakú vár volt, négy sarkán védőtornyokkal. A török veszély megszűnése után 18. században kétszárnyú barokk kastéllyá építették át, sarkain hengeres tornyokkal. Keleti szárnyát a 19. században utólag építették, ezért a keleti homlokzaton levő északkeleti védőtorony elvesztette funkcióját és díszítő elemmé vált. Az eredeti várkastélyból mára három saroktorony maradt fenn, a negyedik csak részben áll. Megmaradt még két lakószárny és egy kapuvédőmű a kapu védelmére. A kastély mai formájában kétszintes épület, a belső homlokzatán árkádíves folyosóval. Jelenleg üresen áll, állaga napról napra folyamatosan romlik.
- Szűz Mária tiszteletére szentelt temploma a 15. században épült. A 17. és 18. században bővítették és barokk stílusban építették át. 1679-től plébániatemplom lett. Ez összefügg azzal a ténnyel, hogy az uradalmi központ Orbolcról ekkortájt került Kistáborba, így a plébániatemplomnak is a központ közelében kellett lennie. A templom egyhajós épület sokszögzáródású szentéllyel, harangtornya a bejárat felett emelkedik. Amikor a templomot barokk stílusban építették át a zömök torony is új barokk toronysisakot kapott. Főoltára felett egykori kegyurainak, a Rátkayaknak a címere látható. Sírboltjában a Rátkayak, a Bencsicsek és Vukmanicsok sírjai találhatók. Jellegzetesen barokk stílusúak az öt oltár, a szószék, az orgona és a szentély freskói. A templomot a híres horvát egyházi festő Ivan Ranger tanítványa Anton Lerchinger festette ki. Körülötte még ma is láthatók a védőfalak.